# Great Ocean Road
La Great Ocean Road, en français : Grande route de l'océan () est une route côtière de 243 km longeant l'État de Victoria, situé sur la côte sud-est en Australie entre les villes de Torquay et de Allansford. Construite entre 1919 et 1932 par des soldats revenus de la Première Guerre mondiale, cette route est devenue un haut lieu touristique du Victoria. Elle offre de magnifiques vues du détroit de Bass avec des paysages faits de falaises et autres formations rocheuses impressionnantes, telles que le Loch Ard Gorge, le Grotto, le London Bridge (renommé London Arch depuis l'effondrement d'un de ses segments) et surtout les fameux Douze Apôtres (Twelve Apostles). Elle est aussi bordée par la plage de Torquay, mondialement réputée pour le surf. Elle fait partie de la Australian National Heritage List depuis le 7 avril 2011.
Chaque année, la Great Ocean Road attire plus de 8 millions de touristes et génère un revenu annuel d’1,5 milliard de dollars.
Un bureau d'accueil des visiteurs a récemment[Quand ?] été construit près de Peterborough pour subvenir aux besoins des touristes qui visitent la route chaque année. Ce bâtiment fut assez controversé, car il fut le centre d'un débat sur la gratuité de la visite et par extension sur la question de la pollution et autres problèmes environnementaux induits par le trafic. 

## Historique

### Origines
La Great Ocean Road a été planifiée pour la première fois à la fin de la Première Guerre mondiale, lorsque William Calder le président du conseil d'administration des autoroutes de l'État de Victoria demanda au conseil de guerre que des fonds soient alloués pour les soldats de retour du front. Cette collecte permettrait à ces derniers de travailler sur les routes traversant des zones faiblement habitées dans le district ouest de l'État de Victoria. À l'époque de la Première Guerre mondiale, la rude côte sud-ouest de l'État de Victoria était seulement accessible par la mer ou par de difficiles pistes cahoteuses. En plus d'être dédiée à un mémorial, il a été envisagé que la route soit connectée avec les colonies isolées sur la côte et devienne un  lien de transport vital pour l'exploitation industrielle et touristique.
L'arpentage de la route, provisoirement intitulée la "route côtière du Sud", débuta en 1918 avec la consigne de faire passer la route par Barwon Heads, puis de suivre la côte ouest autour de Cap Otway avant de finir près de Warrnambool. En 1918, la société gestionnaire de la Great Ocean Road fut fondée sous la forme de société privée, sous la direction du président Howard Hitchcock. La société gérait un capital de £81 000 provenant de souscriptions et d'emprunts, auxquels Hitchcock lui-même contribua à hauteur de £3 000. L'idée était de rembourser les emprunts par l'instauration d'un péage pour les conducteurs, après quoi la route serait donnée gracieusement à l'État.

### Construction
La construction de la route débuta le 19 septembre 1919 et mobilisa environ 3 000 soldats revenus de la Grande guerre. La Great Ocean Road devait constituer un mémorial pour les soldats tués lors de la Première Guerre mondiale. La construction s'est faite principalement à la main, à l’aide d’explosifs, de pioches et de pelles, de brouettes et de quelques petites machines. Le travail était dangereux, notamment les dernières sections de la route qui étaient abruptes le long de la côte, quelques travailleurs perdirent d'ailleurs la vie sur le chantier.
Les travailleurs étaient payés 10 shillings et six pences pour huit heures de travail quotidien, travaillant aussi une demi-journée les samedis. Ils utilisaient des tentes régulièrement comme habitation et faisaient cuisine et repas en commun, la nourriture coûtant 10 shillings par semaine. Malgré la difficulté à construire la route, les travailleurs avaient accès dans les camps à un piano, un gramophone, aux journaux et magazines. De plus, en 1924, le bateau à vapeur nommé Casino s'échoua près de Cape Patton après avoir heurté un récif, l'obligeant à jeter à la mer 500 barils de bière et 120 caisses de spiritueux. Les travailleurs récupérèrent la marchandise, provoquant une pause imprévue de deux semaines.

### Achèvement et ouverture

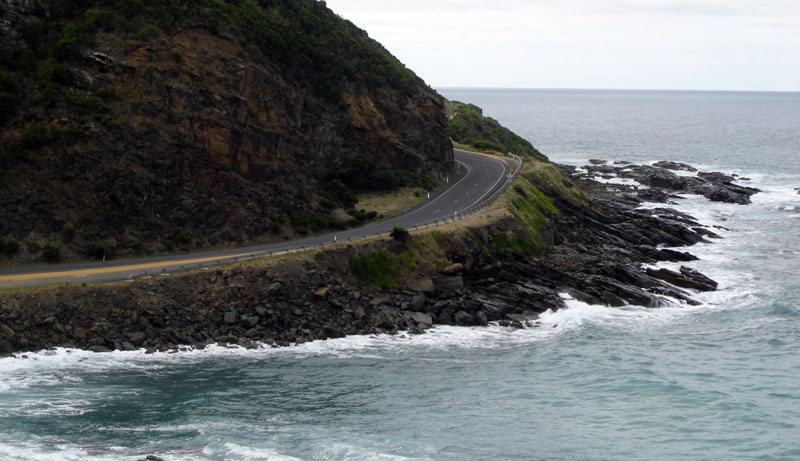
La Great Ocean Road

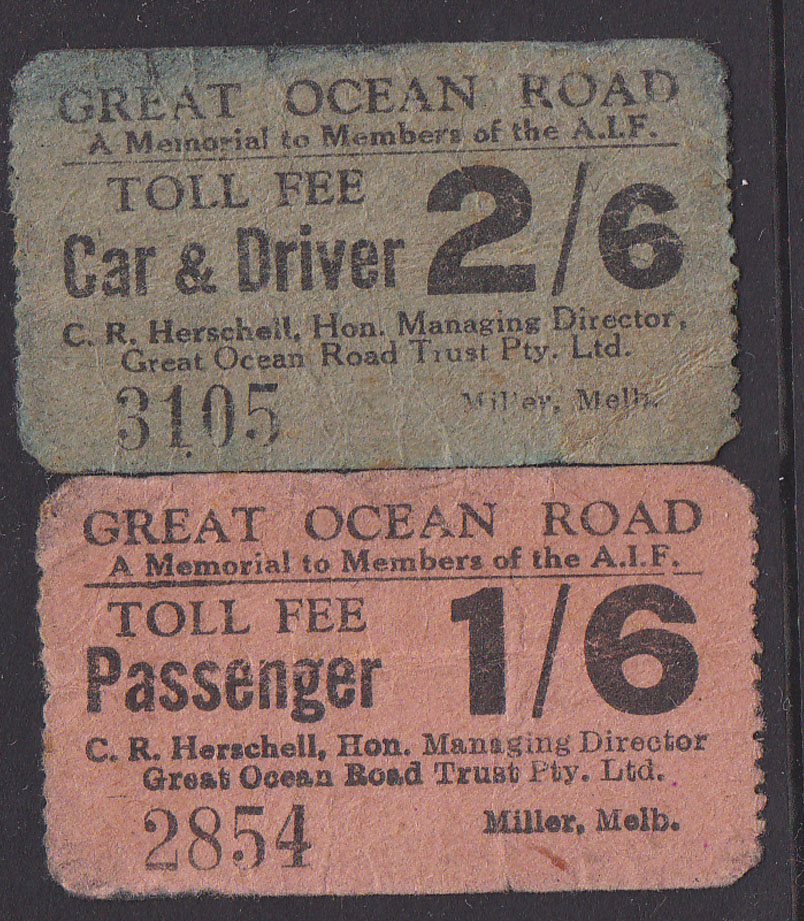
Billets ca 1932

Le 18 mars 1922, la section de la partie est à Lorne fut ouverte officiellement par des célébrations. Cependant, le 10 mai 1922, elle fut refermée pour des travaux supplémentaires, rouvrant le 21 décembre avec un péage pour recouvrer les coûts de construction. Payable à l'entrée est de la route, le tarif était de deux shillings pour les voitures et de dix shillings pour les chariots de plus de deux chevaux.
En novembre 1932, la section de Lorne à Apollo Bay fut terminée, achevant ainsi l'ensemble de la route. Celle-ci fut ouverte officiellement avec la présence du lieutenant et Premier ministre du Victoria Sir William Irvine participant à une cérémonie près du Grand Pacific Hotel de Lorne. Dès lors, la Great Ocean Road fut reconnue comme le plus grand mémorial au monde. À cette époque, le quotidien australien The Age commenta « Face à des obstacles presque insurmontables, la Great Ocean Road s'est matérialisée d'un rêve en un quelque chose de concret ». Bien que Howard Hitchcock soit décédé d'une maladie cardiaque le 22 août 1932, avant l'achèvement de la route, sa voiture fut conduite derrière celle du gouverneur lors du cortège de la cérémonie d'inauguration. Un mémorial à son nom fut construit sur la route au Mont Defiance près de Lorne, et Hitchcock est généralement considéré comme le Père de la Great Ocean Road.
Dans son état originel, la route était à l'époque considérée comme étroite et dangereuse à emprunter. Les zones aux falaises abruptes étaient les plus redoutables, il était impossible de s'y croiser à l'exception des rares emplacements aménagés à cet effet. Le 2 octobre 1936, la route fut remise au gouvernement de l'État, l'acte de propriété étant transféré au Premier ministre du Victoria lors d'une cérémonie au poste de péage de Cathedral Rock. Le péage fut alors supprimé à cette occasion.
En 1962, la route est considérée par les autorités du développement touristique australien comme l'une des plus pittoresques au monde. La Great Ocean Road est également élargie entre le Lorne Hotel et le Pacific Hotel, tout en préservant son caractère. Malgré ces améliorations, emprunter cette route était considéré à l'époque comme un challenge ; en 1966 l'école de moto de la police de Victoria l'utilisait même pour s'entraîner.
Depuis le 7 avril 2011 la route fait partie de la Australian National Heritage List.

## Points d'intérêt

### Bay of Islands Coastal Park

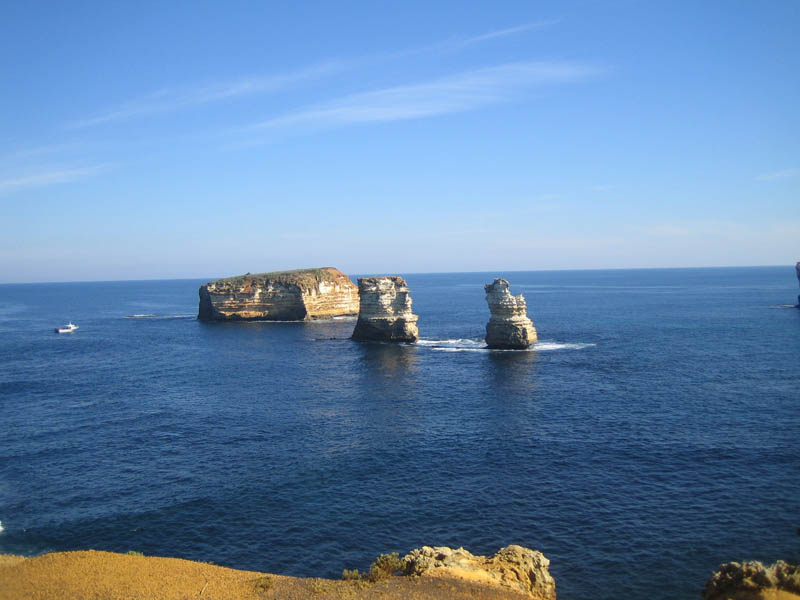
Bay of Islands Coastal Park

La Bay of Islands Coastal Park est une réserve terrestre le long du littoral qui s'étire sur 32 kilomètres de Peterborough à Warrnambool. La zone compte des points de vue de la côte spectaculaires, avec des plages isolées, des stacks, des formations de falaises comptant des espèces faunistiques et floristiques rares, incluant une espèce de passereau, le Dasyorne roux. On y trouve également une colonie de rares cormorans de Tasmanie, oiseaux qui nichent dans les stacks pour se protéger des prédateurs tels que les chats, les renards et les chiens. Parmi les plantes rares de la réserve on compte la Thelymitra epipactoides et la "scented spider orchid" Caladenia fragrantissima.

### Bells Beach

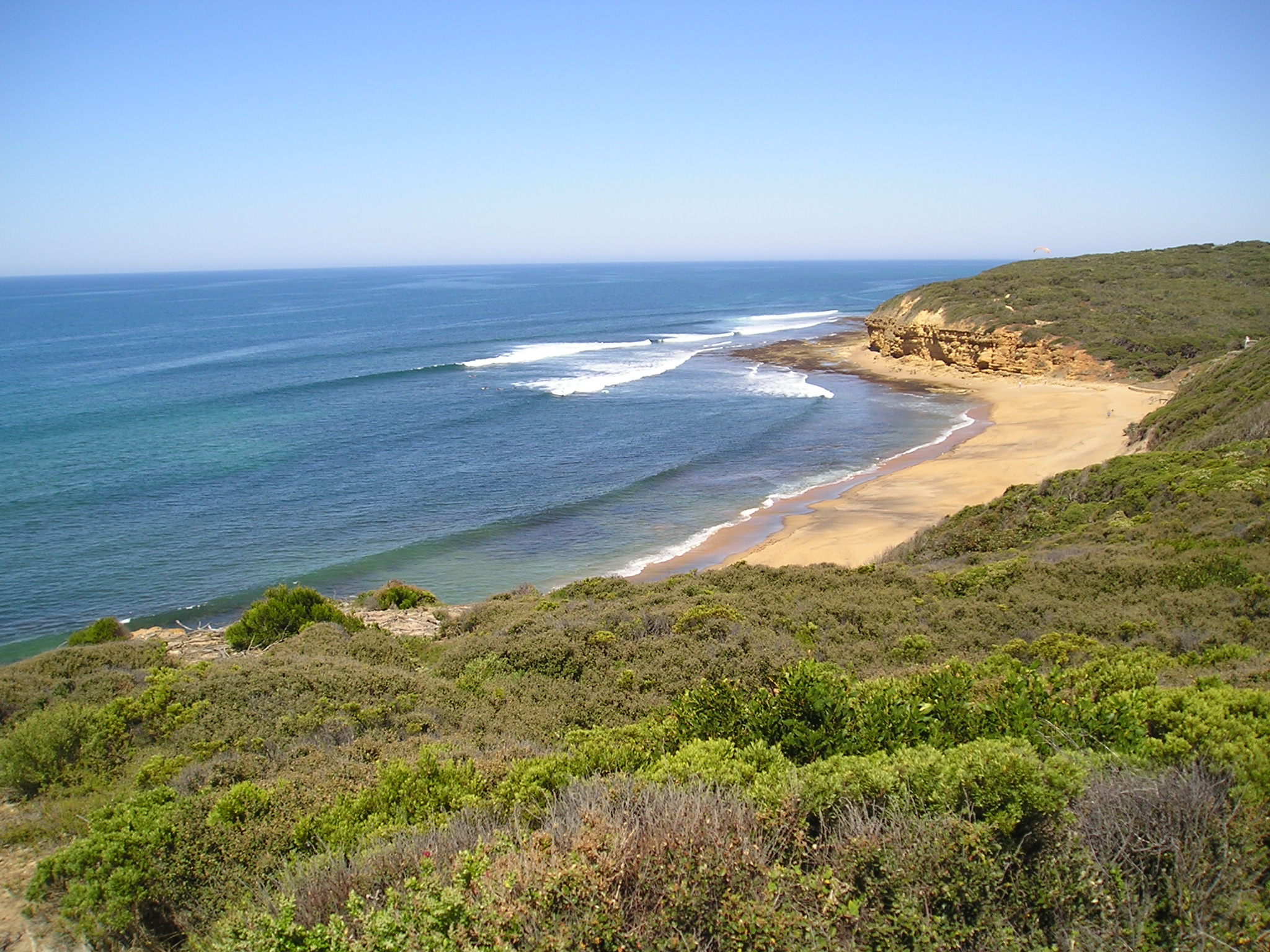
Bells Beach

### Gibson Steps

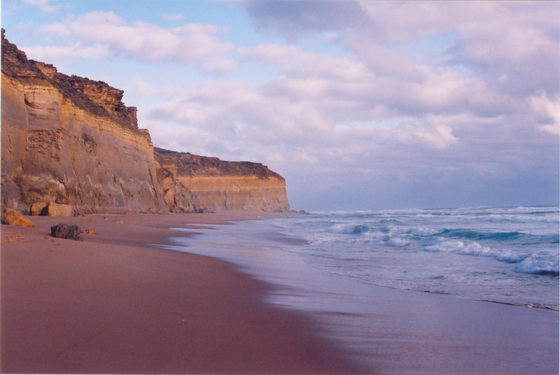
Gibson Steps

### Great Otway National Park

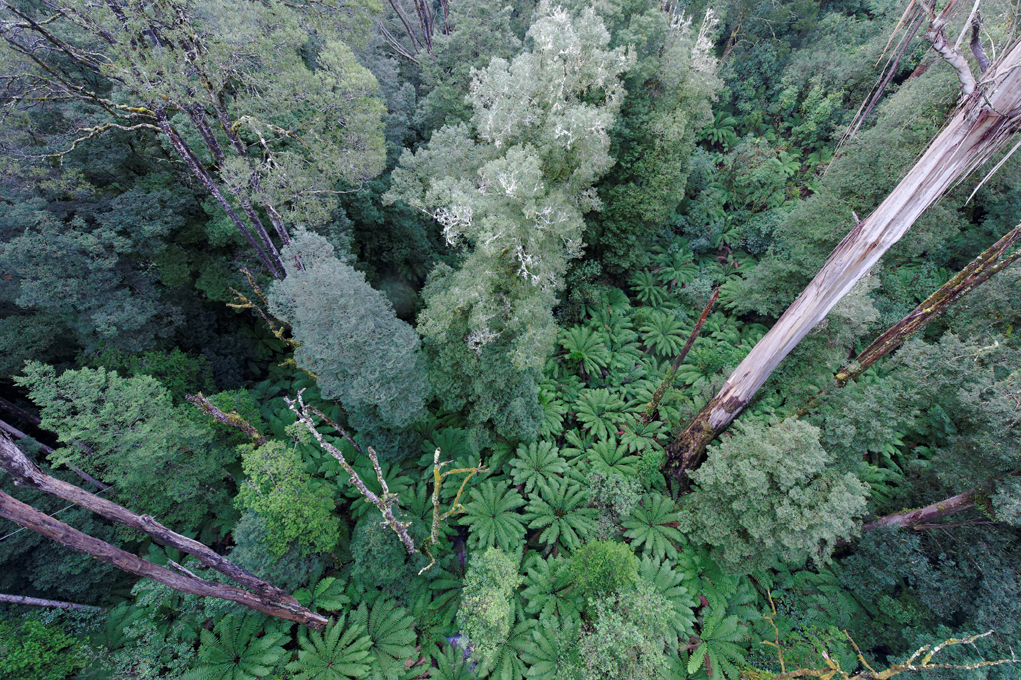
Parc national Great Otway

### The Grotto

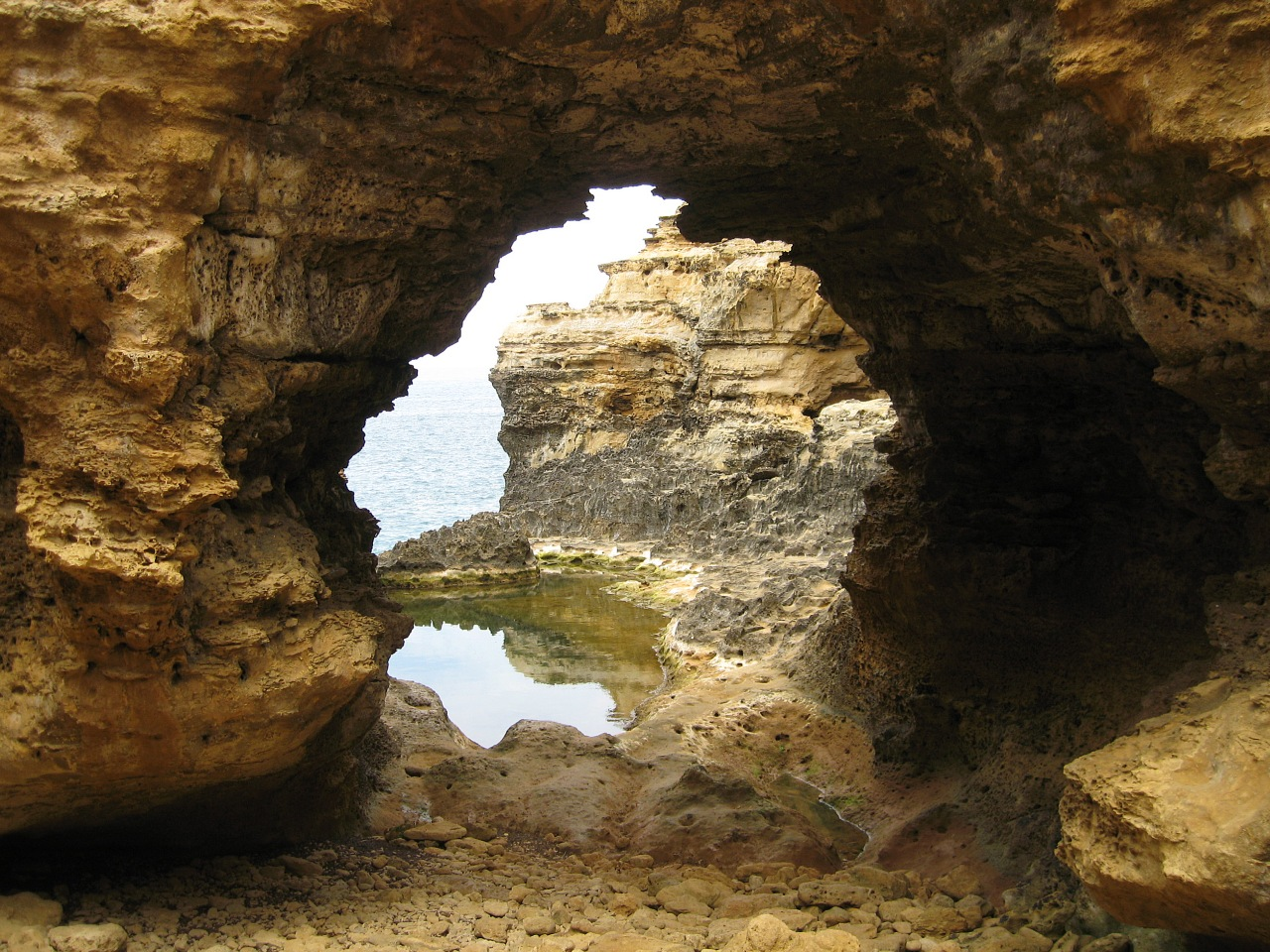
The-Grotto

### Loch Ard Gorge

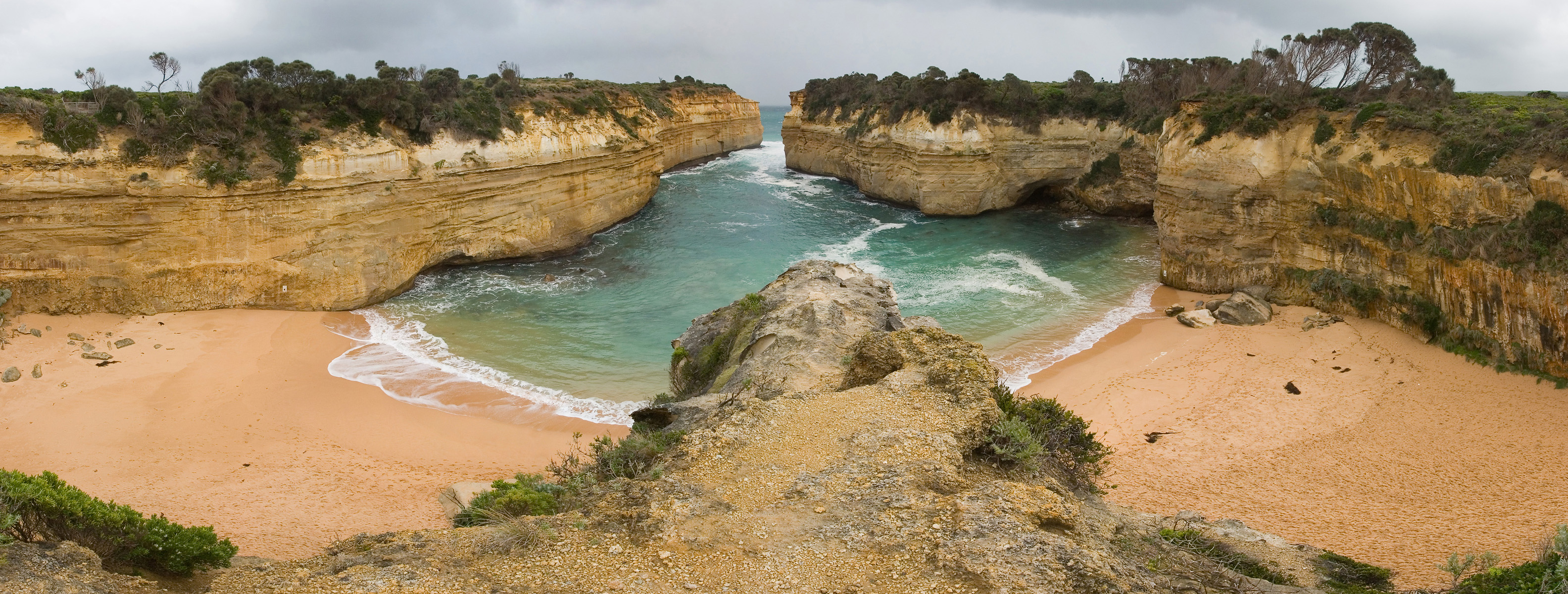
Loch Ard Gorge

### London Arch

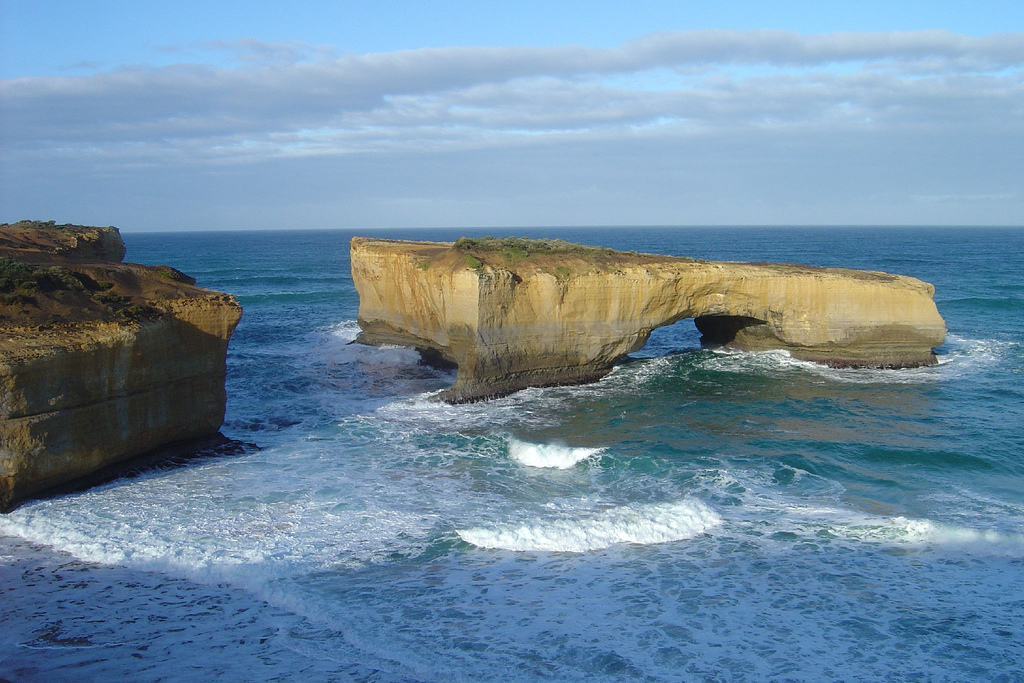
London Arch

### Port Campbell National Park

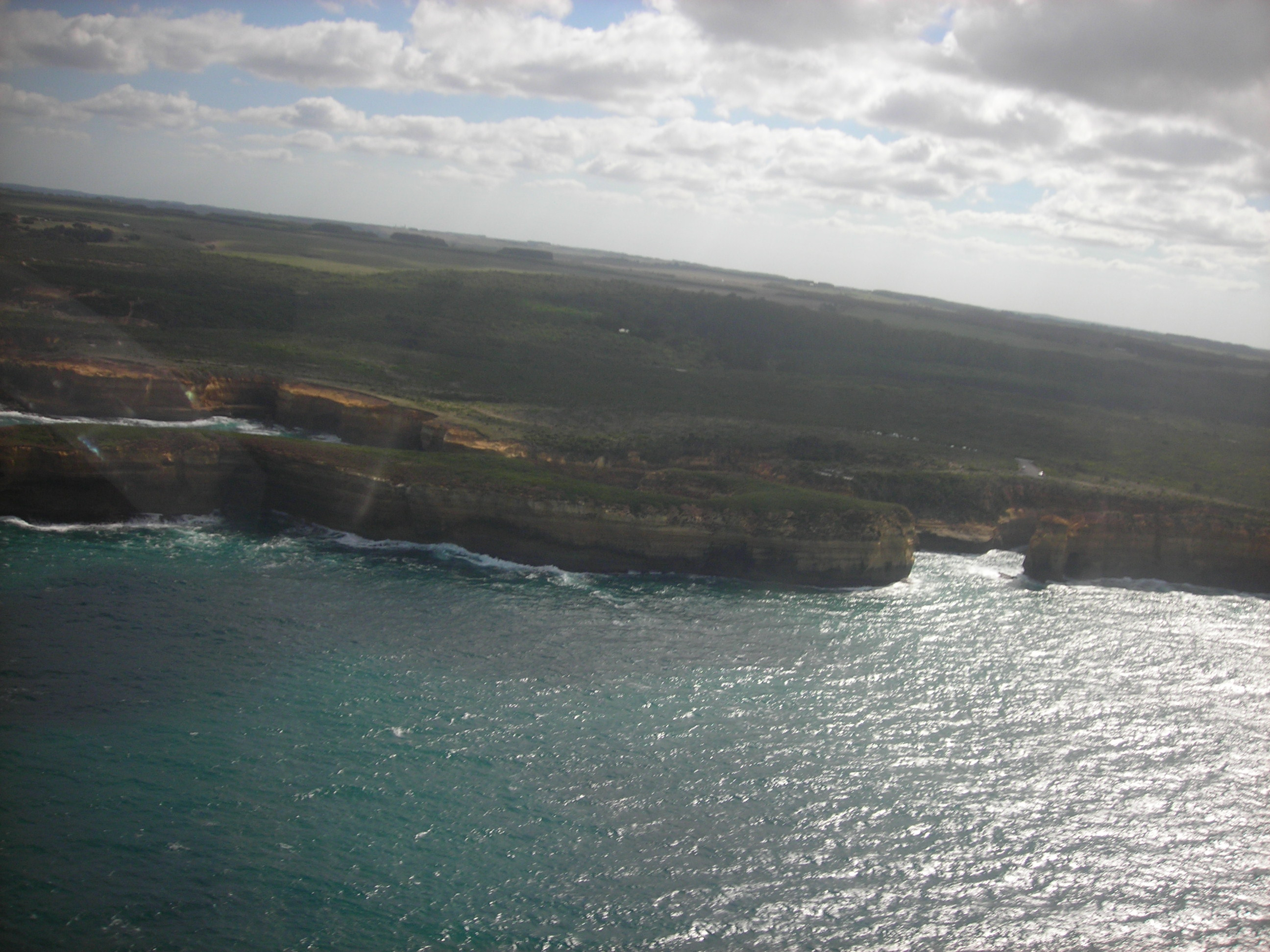
Port Campbell National Park

### Twelve Apostles

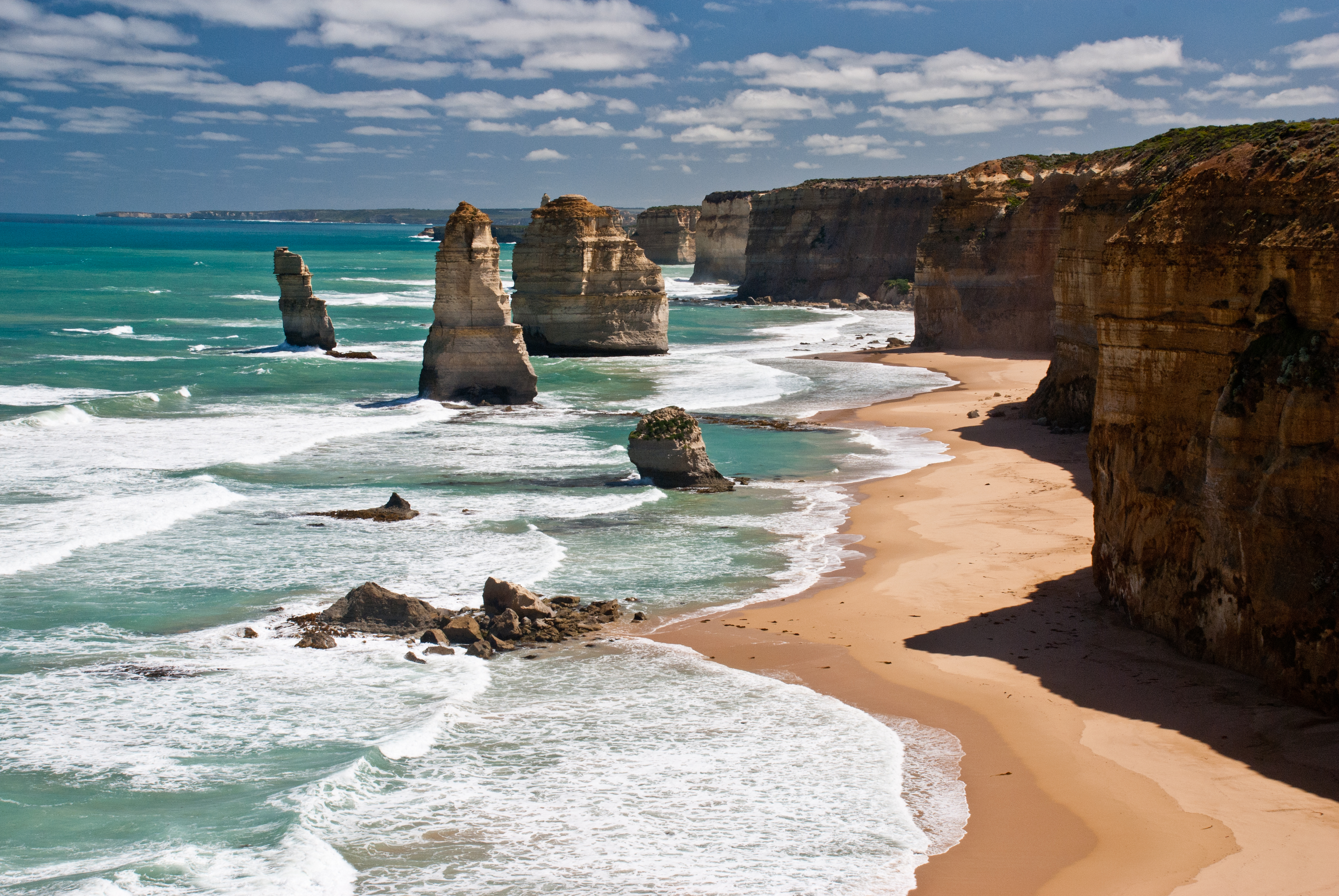
Twelve Apostles

## Galerie

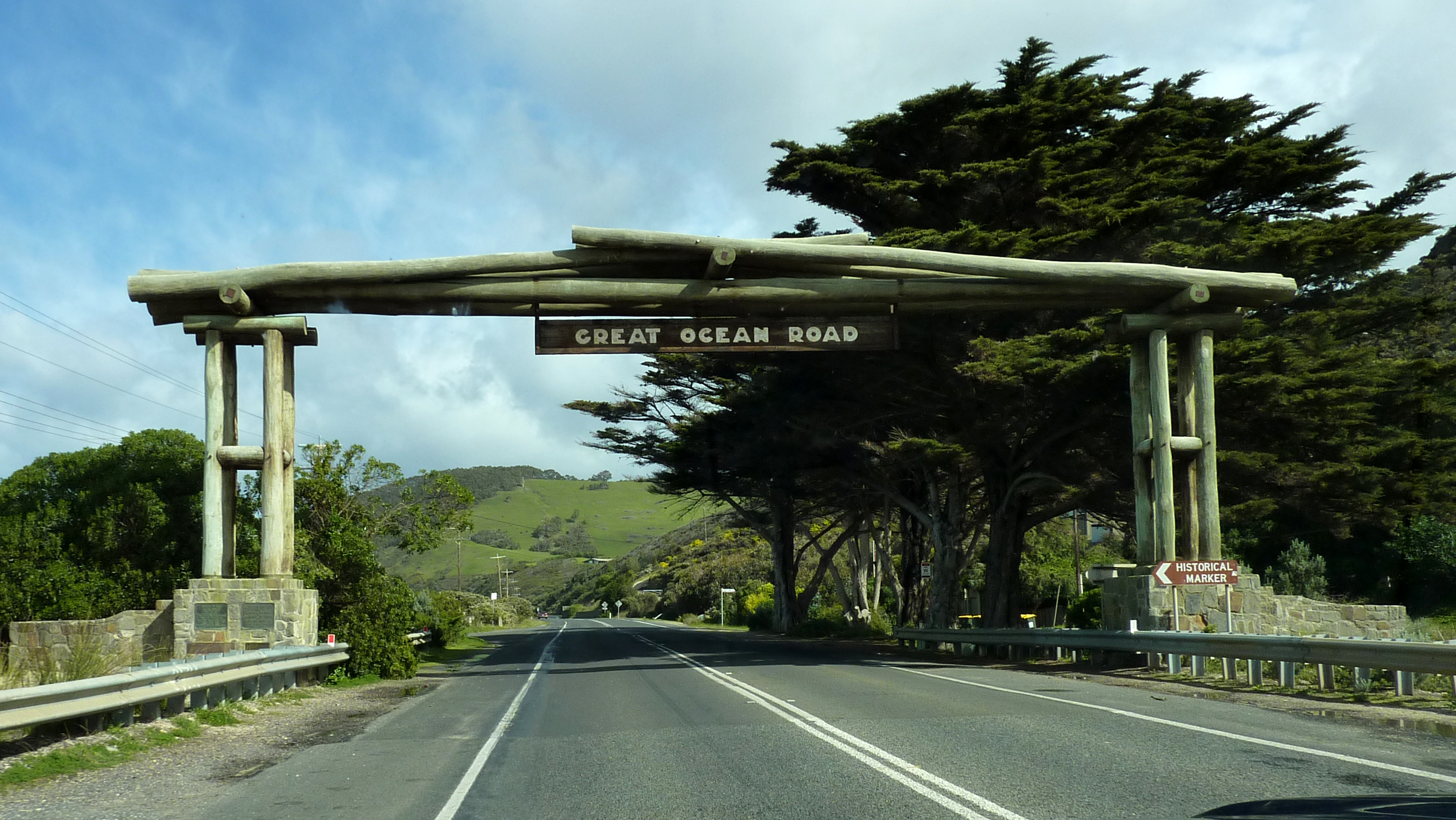
Sortie est de la Great Ocean Road
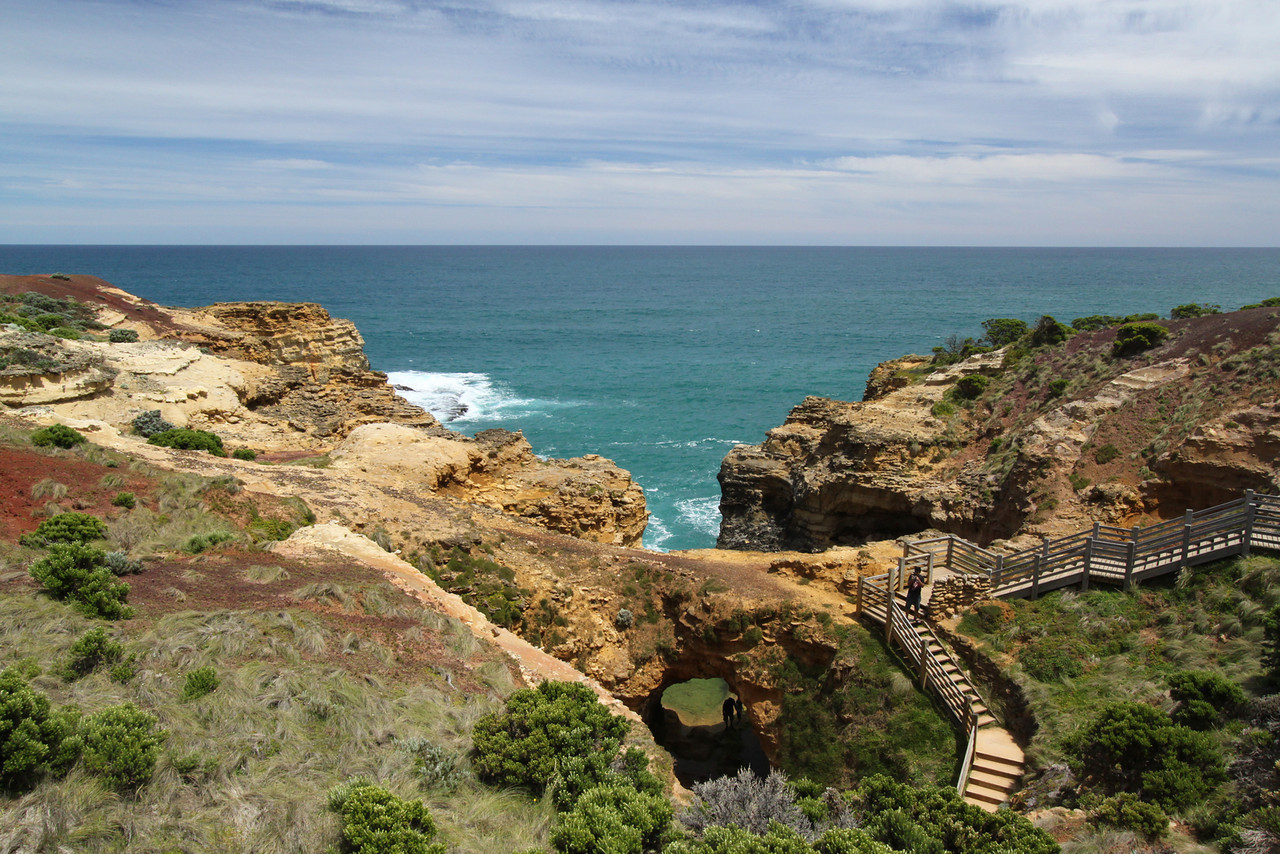
Le Grotto à partir de la plateforme supérieur
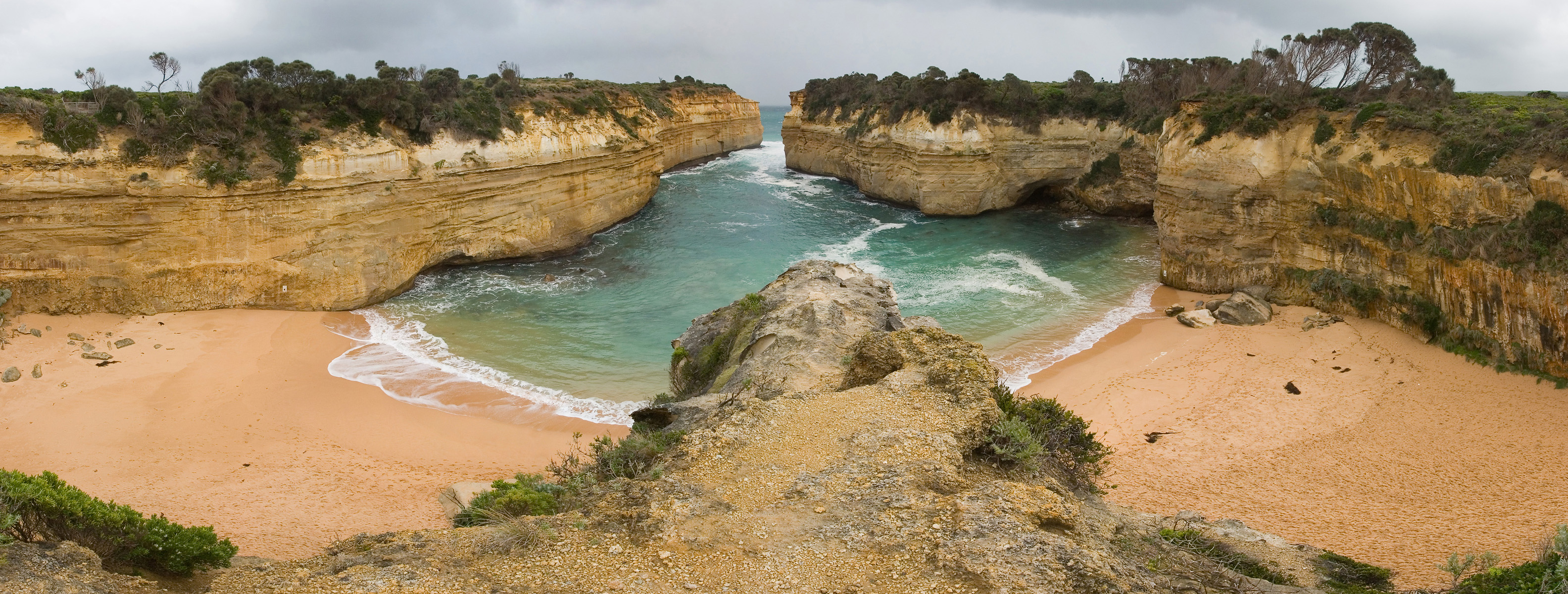
Vue panoramique de Loch Ard Gorge et de sa plage
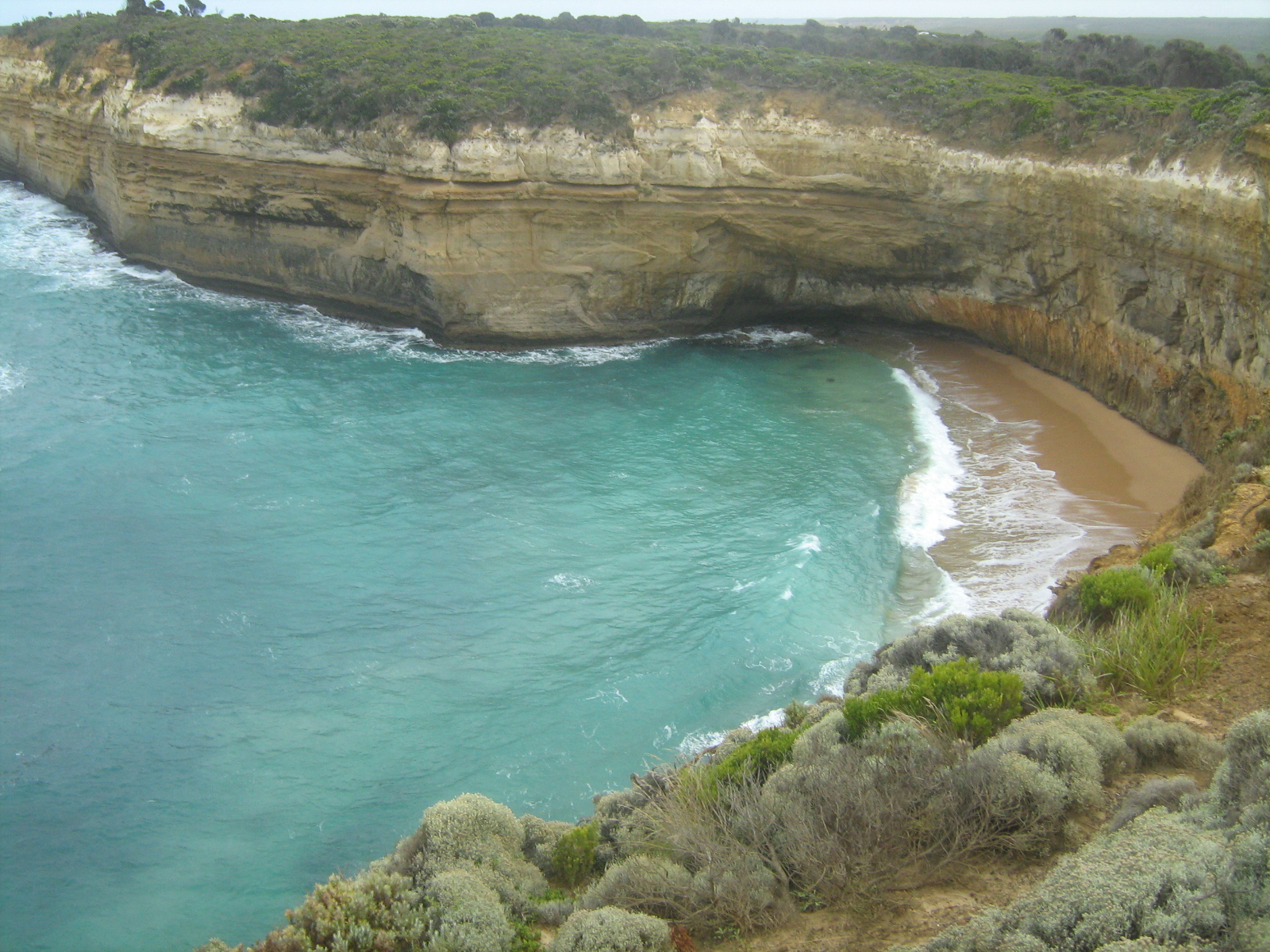
Une baie isolée le long de la Great Ocean Road
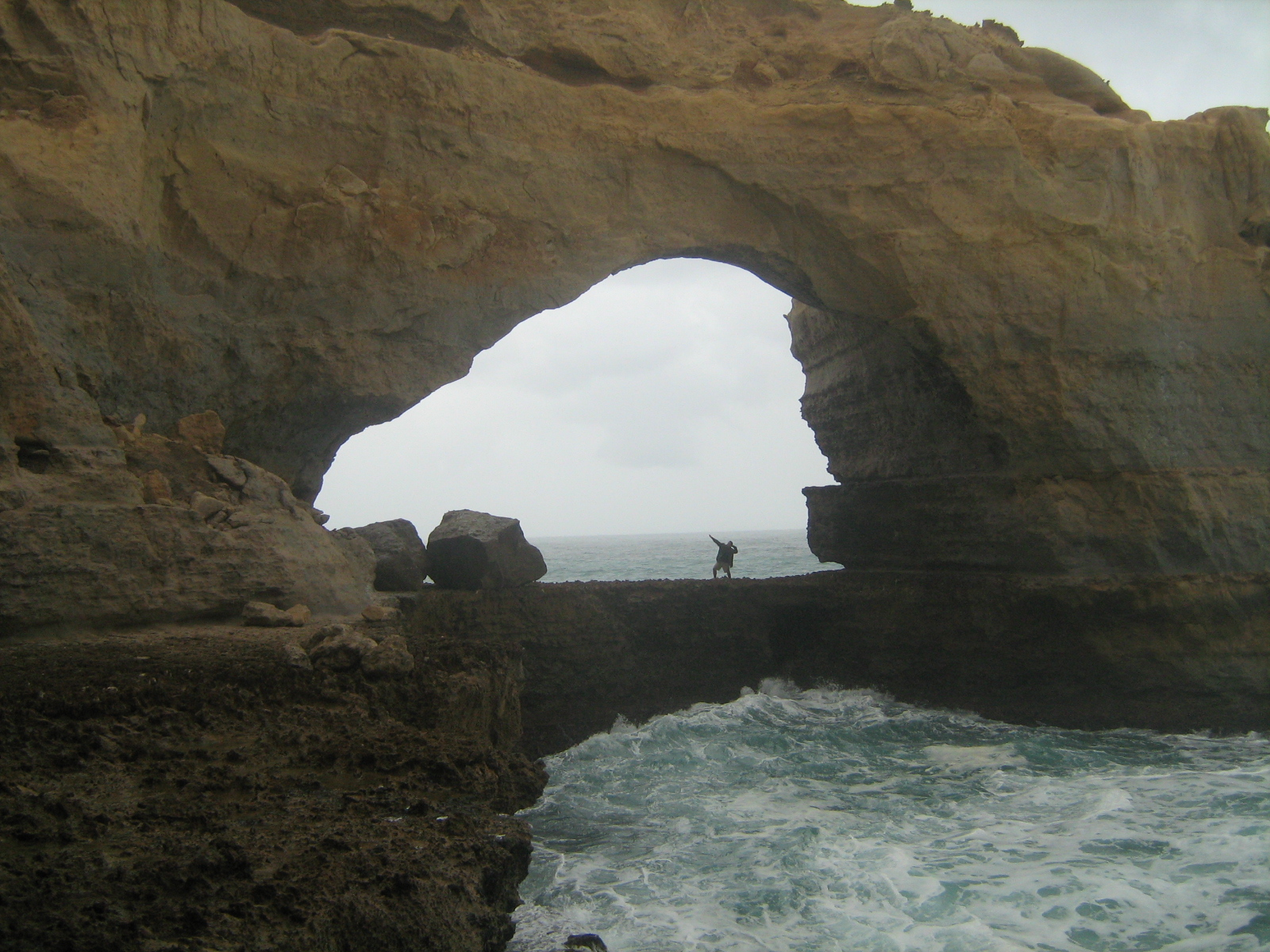
Arche rocheuse et mer agitée le long de la Great Ocean Road
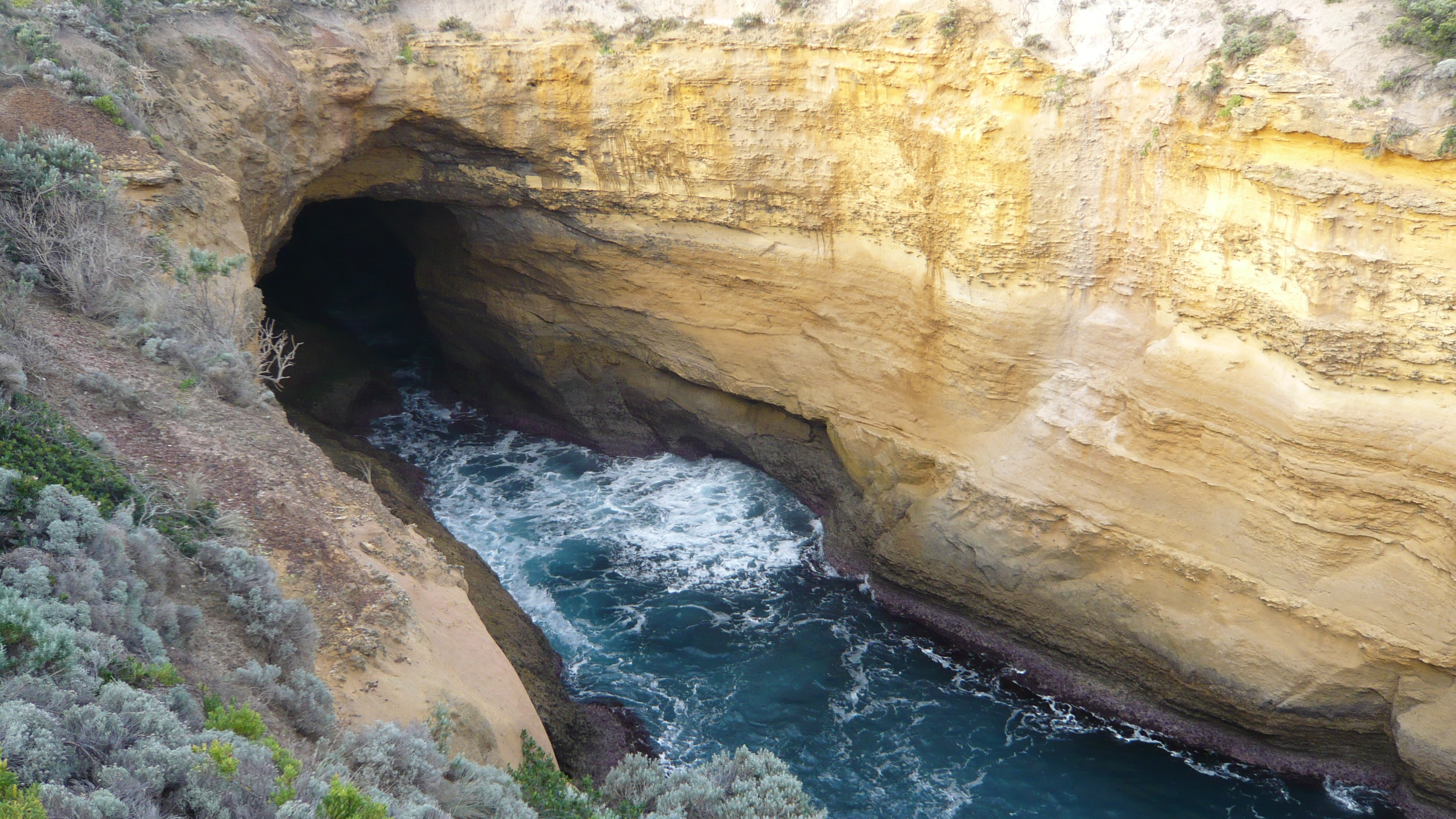
Geyser maritime
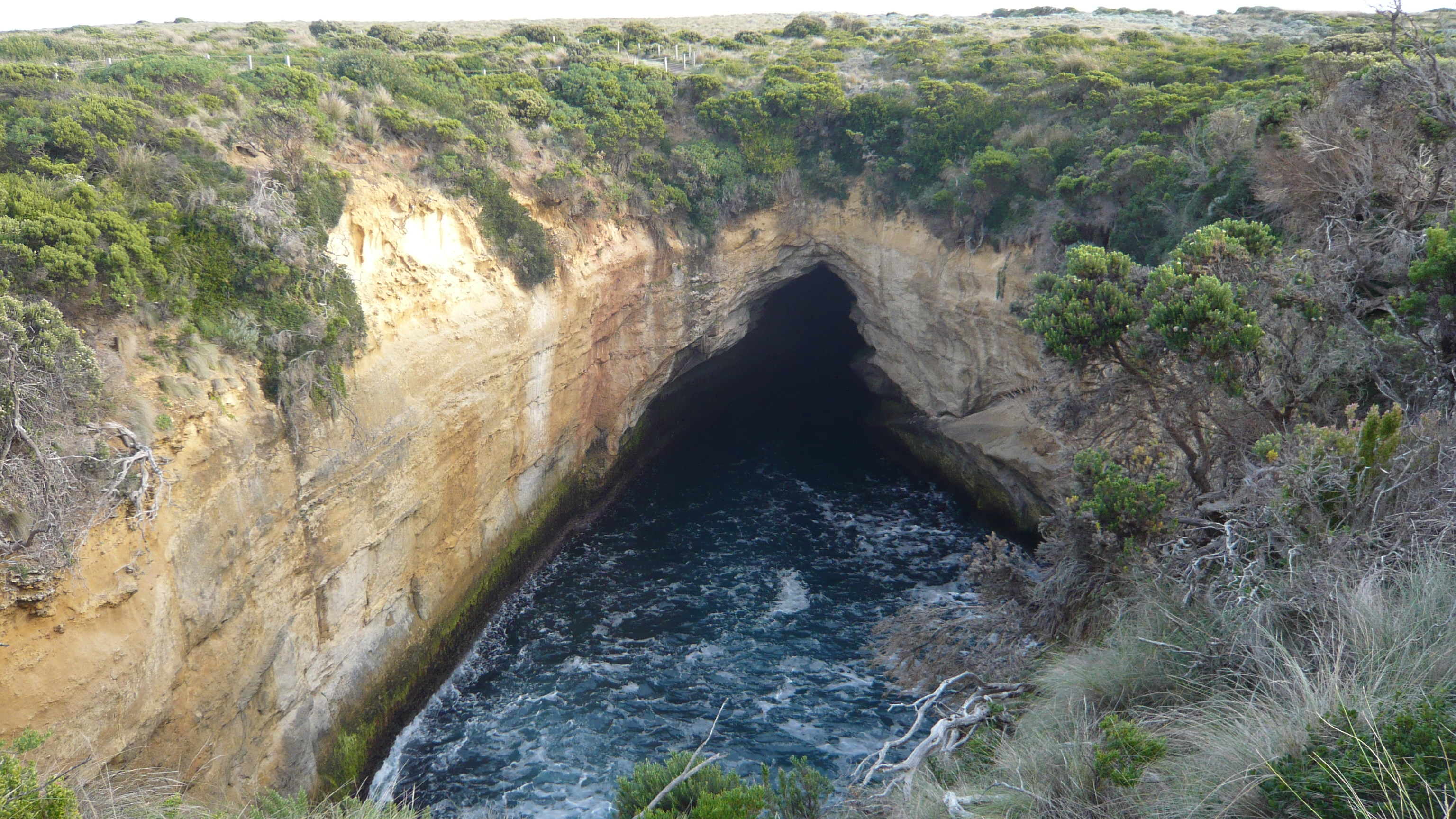
Thunder cave
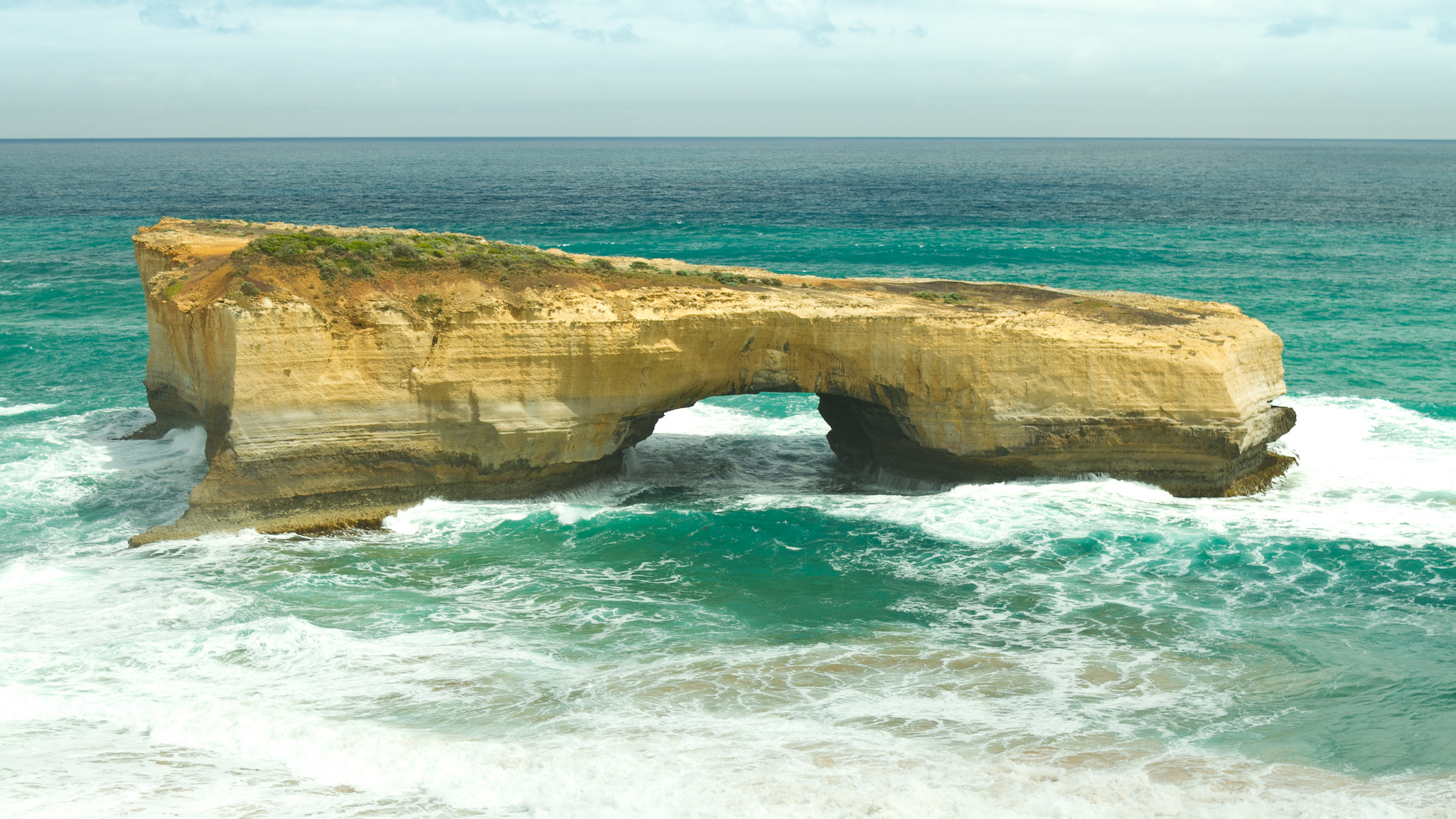
Le "Pont de Londres" (London Arch) photographié un jour d'été depuis la Great Ocean Road